# Óscar Andres Rodriguez Maradiaga
Oscar Andres Rodriguez Maradiaga S.D.B là một Hồng y người Honduras của Giáo hội Công giáo Rôma. Ông từng đảm nhận vai trò Tổng giám mục chính tòa Tổng giáo phận Tegucigalpa và Điều phối viên Hội đồng Hồng y Tư vấn của Giáo hoàng. Ông cũng từng giữ các vai trò quan trọng trong nước, trong khu vực cũng như với Tòa Thánh như: Chủ tịch Liên Hội đồng Giám mục Châu Mỹ Latinh, Chủ tịch Hội đồng Giám mục Honduras, Chủ tịch Caritas Quốc tế.

## Tiểu sử
Hồng y Maradiaga sinh ngày 29 tháng 12 năm 1942 tại Honduras. Sau quá trình tu học, ngày 28 tháng 6 năm 1970, ông được thụ phong chức vị linh mục dòng Saledieng Don Bosco bởi giám mục chủ sự Girolamo Prigione, Sứ thần Tòa Thánh tại El Salvador và Guatemala.
Ngày 28 tháng 10 năm 1978, Tòa Thánh loan tin Tân Giáo hoàng Gioan Phaolô II đã chọn linh mục Oscar Andres Rodriguez Maradiaga làm Giám mục Hiệu tòa Pudentiana, chức vị Giám mục Phụ tá Giáo phận Tegucigalpa. Lễ tấn phong cho Tân giám mục được cử hành sau đó vào ngày 8 tháng 12, với các giám mục chủ sự nghi thứ gồm: giám mục chủ phong: Gabriel Montalvo Higuera, Tổng giám mục Sứ thần Tòa Thánh tại Honduras, hai giám mục phụ phong là Héctor Enrique Santos Hernández, S.D.B, Tổng giám mục Tổng giáo phận Tegucigalpa và Tổng giám mục Miguel Obando Bravo, S.D.B. của Tổng giáo phận Mangua. Tân giám mục đã chọn khẩu hiệu giám mục là:Mihi vivere Christus est.
Song song với nhiệm vụ chính là Giám mục Phụ tá Tegucigalpa, từ năm 1981 đến ngày 21 tháng 7 năm 1984, ông còn kiêm nhiệm thêm chức vụ Giám quản Tông Tòa Giáo phận Santa Rosa de Copán. Từ năm 1987 đến năm 1991, ông đảm nhận vai trò Thư kí Liên Hội đồng Giám mục Châu Mỹ Latinh. Sau đó, ông tiếp tục đảm nhận vai trò Giám quản Tông Tòa Giáo phận San Pedro Sula từ năm 1993 đến ngày 11 tháng 11 năm 1994.
Ngày 8 tháng 1 năm 1993, Tòa Thánh công bố quyết định thăng cho Giám mục Maradiaga làm Tổng giám mục Tổng giáo phận Tegucigalpa. Sau khi được thăng Tổng giám mục, ông liên tiếp đảm nhận các vai trò quan trọng: Chủ tịch Liên Hội đồng Giám mục Châu Mỹ Latinh từ năm 1995 đến năm 1999, Chủ tịch Hội đồng Giám mục Honduras từ năm 1996 đến ngày 13 tháng 6 năm 2016, Chủ tịch Ủy ban Bác Ái - Caritas Quốc tế từ ngày 5 tháng 6 năm 2007 đến ngày 15 tháng 5 năm 2015.
Trong Công nghị Hồng y 2001 được cử hành ngày 21 tháng 2, Giáo hoàng Gioan Phaolô II đã vinh thăng Tổng giám mục Maradiaga tước vị Hồng y Nhà thờ Santa Maria della Speranza. Ông chính thức nhận nhà thờ hiệu tòa này ngày 27 tháng 5 cùng năm.
Ngày 13 tháng 4 năm 2013, Tân Giáo hoàng Phanxicô bổ nhiệm Hồng y Maradiga làm Điều phối viên Hội đồng Hồng y Tư vấn, một Hội đồng trợ giúp Giáo hoàng cai quản Giáo hội Công giáo Hoàn vũ và Cải cách Giáo triều Rôma.